# Novate Milanese
Novate Milanese ist eine Gemeinde mit 20.096 Einwohnern (Stand 31. Dezember 2023) in der Metropolitanstadt Mailand, Region Lombardei. Der Ortsname ist nicht zu verwechseln mit Nova Milanese, das nur wenige Kilometer entfernt weiter nordöstlich liegt.
Die Nachbarorte von Novate Milanese sind Bollate, Baranzate, Cormano, Mailand.

## Bevölkerungsentwicklung
Novate Milanese zählt 8.451 Privathaushalte. Zwischen 1991 und 2001 fiel die Einwohnerzahl von 20.357 auf 19.889. Dies entspricht einer prozentualen Abnahme von 2,3 %.

## Söhne und Töchter der Gemeinde
- Aldo Pigorini (1907–1937), italienischer Motorradrennfahrer